# Ursoaia (okręg Jassy)
Ursoaia – wieś w Rumunii, w okręgu Jassy, w gminie Românești. W 2011 roku liczyła 457 mieszkańców.